# The Cult (álbum)
The Cult es el sexto álbum de estudio de la banda inglesa de hard rock The Cult. Fue lanzado en octubre de 1994 bajo el sello Beggars Banquet Records y es además el último disco de la banda con Sire Records en Estados Unidos. Es popularmente conocido como "La cabra", debido a la ilustración de la carátula, donde aparece un Loaghtan manés. Musicalmente, el disco toma elementos del grunge y el rock alternativo que era común en aquella época.

## Lista de temas
- Todas las canciones fueron escritas por Ian Astbury y Billy Duffy, excepto donde se indica.

1. "Gone" – 3:50
2. "Coming Down (Drug Tongue)" – 6:36
3. "Real Grrrl" – 4:25
4. "Black Sun" – 6:23
5. "Naturally High" – 4:23
6. "Joy" – 4:46
7. "Star" – 5:02
8. "Sacred Life" – 5:47
9. "Be Free" – 3:48
10. "Universal You" (Astbury, Duffy, Craig Adams) – 5:17
11. "Emperor's New Horse" – 4:22
12. "Saints are Down" – 6:54

## Créditos
- Ian Astbury – voz, guitarra acústica
- Billy Duffy – guitarra
- Craig Adams – bajo
- Scott Garrett – batería